# Семинский перевал
Семи́нский перевал находится на 583-м километре автодороги Р-256 «Чуйский тракт». Высота перевала 1717 м, подъём (с северной стороны) 9 км, спуск (на южную сторону) 11 км. Дорога пересекает Семинский хребет между вершинами Сарлык (2507 м) и Вершина Тияхты (1900 м) в том месте, где хребет изменяет направление с широтного на меридиональное, а с севера к нему примыкает Чергинский хребет. На север с перевала стекает река Сема, на юг — Туэкта.

## Этимология
Алтайское название перевала — «Себи-Ажузы» в переводе означает «перевал Себи». Оно образовано от названия реки Себи и имени нарицательного ажу, к которому присоединяется аффикс принадлежности зы (третье лицо). Русское название перевала происходит от другого варианта названия реки Сема, с добавлением суффикса и окончания.

## География

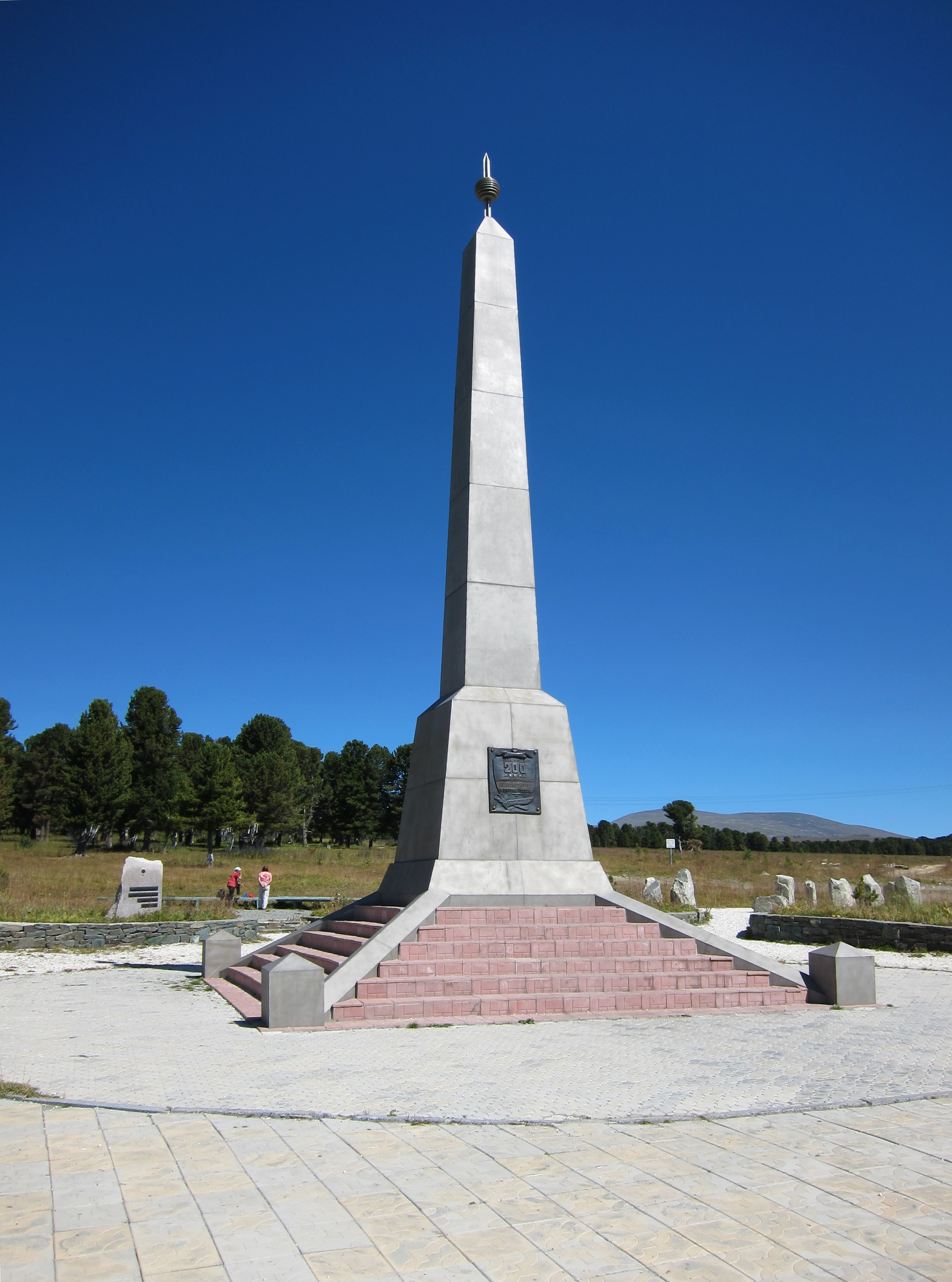
Стела на Семинском перевале

На вершине перевала между 1958 и 1961 годами (точных данных нет) была установлена стела в честь двухсотлетия добровольного вхождения алтайского народа в состав Российской империи. С этого места видны горы Сарлык и Вершина Тияхты, на склоне последней расположен учебно-тренировочный центр «Семинский» с летними беговыми дорожками для лыжероллеров, зимним горнолыжным спуском с вершины горы и одним горнолыжным подъёмником.
Раньше это было труднопроходимое место — зимой здесь лежали снега, а с весны по осень стояло вязкое болото. Прежняя дорога обходила Вершину Тияхты со стороны истоков реки Песчаной. Таким он оставался до самого начала XX века.
Климат резко континентальный, средняя температура воздуха января −23ºС, июля +15-18 ºС, среднегодовое количество осадков 600—700 мм. Климатические условия зимой — остро дискомфортные, летом — умеренно дискомфортные.

## Памятник природы
Семинский перевал — памятник природы государственного значения. Он ценен, прежде всего, как природный комплекс — рубеж Северного и Центрального Алтая. Здесь дорога проходит на уровне верхней границы леса. При подъёме на перевал заметна смена смешанного лиственно-соснового леса кедрачом. На самом верху превалирует кедровая тайга с небольшими островками можжевельника. Перевал имеет несколько почвенно-растительных поясов: лесостепной, лесной или горно-таёжный и высокогорный. Верхний представлен карликовой берёзкой и кедровым стлаником. В травяном покрове растут герань белоцветковая, горец змеиный, кандык, ветреница алтайская, водосбор клейкий, горечавка холодная, кровохлёбка альпийская, золотой корень (родиола розовая), кукушкин лён, этажный мох и др. Среди них имеется четыре эндемика: кровохлёбка Азовцева, роза остроиглая, родиола морозная, дендрантема выемчатолистая. В районе перевала находится промысловые места по сбору кедрового ореха. Перевал находится в 6 км к югу от границы Шебалинского и Онгудайского районов Республики Алтай.
Обелиск на Семинском перевале — памятник, объект культурного наследия регионального значения, установленный в честь добровольного вхождения в 1756 году алтайского народа в состав Российского государства.
Памятник находится на территории Онгудайского района, Каракольского сельского поселения, на вершине Семинского перевала, слева по ходу движения, в 30 метрах от Чуйского тракта. Обелиск на сегодняшний день представлен комплексом из ряда архитектурных сооружений, посвящённых историческому вхождению Горного Алтая в состав России и отражающих ключевой момент этого события.
Обелиск был воздвигнут по инициативе и при непосредственном содействии алтайского ученого, политика и общественного деятеля — Павла Егоровича Тадыева. Свидетельством этого служат многочисленные публикации ученых историков Алтая. Любовь Васильевна Кыпчакова (кандидат исторических наук, доцент ФГБОУ ВО «Горно-Алтайский государственный университет») в своей статье «Павел Егорович Тадыев. Ученый и гражданин»* пишет: «Активная жизненная позиция П. Е. Тадыева как ученого и гражданина ярко проявилась и в инициативе по созданию общественного научно-исследовательского института по изучению и развитию производительных сил Горного Алтая. Он лично проделал громаднейшую подготовительную и организационную работу
по созданию данного общественного института. В работу, по инициативе и приглашению П. Е. Тадыева, включились доктора и академики СО РАН: М. А. Лаврентьев, Г. А. Пруденский, А. П. Окладников, Е. Н. Мешалкин, К. В. Крылов и др. В рамках данного общественного института были созданы различные исследовательские группы».
Здесь же она пишет: «Ученый, политик, общественный деятель — верный сын своего многонационального Отечества. Он достойно представлял свой народ и отечественную науку в качестве историка-этнографа на многих международных конференциях, симпозиумах, конгрессах. Глубоко символично, что в свое время в честь 200-летнего юбилея по инициативе П. Е. Тадыева был воздвигнут памятный Обелиск на Семинском перевале. И это не случайно. Пронзительный призыв: как важно знать, помнить и чтить историю своего народа, своего Отечества».
В Сибирском педагогическом журнале (2006 г., № 3, с. 68-72) опубликована статья Екатерины Павловны Кандараковой (кандидат исторических наук, доцент, член-корреспондент Российской Академии естественных наук, кавалер Почетного знака РАЕН «За заслуги», обладатель почетного звания «Посол мира», награждена орденом «Тан Чолмон») «П. Е. Тадыев — ученый, политик, педагог», где она пишет: «Надо отдать дань уважения П. Е. Тадыеву в организации празднования 200-летия добровольного вхождения алтайцев в состав России. Обелиск в честь 200-летия на Семинском перевале — это
заслуга Павла Егоровича. То, что обелиск поставлен на Семинском перевале — это исторически правильно, так как, согласно преданиям, именно на семинском перевале Jал Мёнку — Вечная грива) алтайцы, увидев Алтай разоренным в Цинской войне, сложили песню „Кан-Алтай“:
…Много крови лилось, много думалось дум,
За Алтай мой — красу на полмира;
Отчего же теперь ты стоишь так угрюм,
Где ж корона твоя и порфира?…»
Также в Сибирском педагогическом журнале (2006 г., № 3, с. 76) опубликована статья Зои Сергеевны Казагачевой (доктор филологических наук, заслуженный деятель науки Республики Алтай, лауреат государственной премии имени Григория Чорос-Гуркина) «Во имя народов Горного-Алтая». В этой статье Зоя Сергеевна пишет: «Анализируя процесс вхождения алтайцев в состав России, П. Е. Тадыев писал, что алтайский народ избрал правильный путь неслучайно. Имея еще до вхождения в Россию довольно широкие торговые и культурные связи с русскими людьми, алтайцы убеждались в преимуществе этой народной культуры и тем более, что это убеждение было основано на личном,
непосредственном общении с русским населением. Таким образом, основным стимулом для добровольного перехода в русское подданство алтайцев было их культурно-экономическое тяготение».
Далее Зоя Сергеевна подтверждает: «В ознаменование этого важного акта в истории народов Горного Алтая на Семинском перевале (Дьал Мёнку) поставлено памятное сооружение в окружении кедрового леса. Ни один путник не проезжает, чтобы не остановиться с чувством благодарной памяти подвигу славных сынов этой священной высокочтимой земли. И ныне комплексное сооружение воспринимается как предметная
память о П. Е. Тадыеве, который первым заложил традицию увековечивания
благородных деяний в исторической памяти народа»
Таким образом, именно благодаря Павлу Егоровичу Тадыеву Республика Алтай увековечила акт исторического вхождения алтайского народа в состав Российского государства.
2 июля 2015 г. приказом Министерства культуры Российской Федерации № 1906 обелиск, посвященный 200-летию вхождения алтайцев в состав России, был утвержден как памятник регионального значения, получил паспорт объекта культурного наследия.